# Spiraea miyabei
Spiraea miyabei là loài thực vật có hoa trong họ Hoa hồng. Loài này được Koidz. miêu tả khoa học đầu tiên năm 1906.